# Minden lében négy kanál
A Minden lében négy kanál (eredeti cím: Burn Notice) egy amerikai krimisorozat. Az első epizódot a USA Network sugározta 2007. június 28-án. Magyarországon először az RTL Klub mutatta be 2009. július 14-én, majd 2012. október 6-tól az RTL II is műsorra tűzte.
A sorozat érdekessége, hogy a főhős gyakran kiszól a nézőkhöz, megállítja és kommentálja az eseményeket, tanácsokat ad különböző esetek megoldására.

## Történet
A főszereplő Michael Westen (Jeffrey Donovan alakításában), aki a CIA egyik ügynöke, ám egy nap fekete listára kerül és Miamiban ragad. Exbarátnője (Gabrielle Anwar) és jó barátja (Bruce Campbell) segítségével próbál rájönni, hogy ki rakta feketelistára, e közben pedig segít néhány bajba jutott emberen.

## Főszereplők
| Szereplő        | Évad  | Színész         | Magyar hang      |
| --------------- | ----- | --------------- | ---------------- |
| Michael Westen  | 1 – 7 | Jeffrey Donovan | Varga Gábor      |
| Fiona Glenanne  | 1 – 7 | Gabrielle Anwar | Major Melinda    |
| Sam Axe         | 1 – 7 | Bruce Campbell  | Berzsenyi Zoltán |
| Jesse Porter    | 4 – 7 | Coby Bell       | –                |
| Madeline Westen | 1 – 7 | Sharon Gless    | Bessenyei Emma   |
| Nate Westen     | 1 – 7 | Seth Peterson   | –                |

## Epizódok
| Évad | Évad | Epizódok | Eredeti sugárzás | Eredeti sugárzás     | Eredeti adó |
| Évad | Évad | Epizódok | Évadpremier      | Évadfinálé           | Eredeti adó |
| ---- | ---- | -------- | ---------------- | -------------------- | ----------- |
|      | 1    | 12       | 2007. június 28. | 2007. szeptember 20. | USA Network |
|      | 2    | 16       | 2008. július 10. | 2009. március 5.     | USA Network |
|      | 3    | 16       | 2009. június 4.  | 2010. március 4.     | USA Network |
|      | 4    | 18       | 2010. június 3.  | 2010. december 16.   | USA Network |
|      | 5    | 18       | 2011. június 23. | 2011. december 15.   | USA Network |
|      | 6    | 18       | 2012. június 14. | 2012. december 20.   | USA Network |
|      | 7    | 13       | 2013. június 6.  | 2013. szeptember 12. | USA Network |

## The Fall of Sam Axe – a Burn Notice film
Érkezik a film is, bár nem a mozikban, hanem a tévében fogják leadni. Jeffrey Donovan rendezi majd a produkciót, ami egy előzményfilm lesz és Bruce Campbell lesz a főszereplő. A forgatókönyvet Matt Nix, a sorozat atyja írja. Campbell mellett a The Gates-ből ismert Chandra West, a The Good Guysban látott RonReaco Lee és a Lostban és a The Gladesben is szereplő Kiele Sanchez is helyet kapott, valamint John Diehl, akit a Csillagkapuban láthattunk.
A történet 2005 végén játszódik, kolumbiai lázadók egy csoportja a helyi katonai erőknek sok problémát okoz, ezért tanácsadóként odaküldik Sam Axe hadnagyot (Bruce Campbell). Sam hamarosan sötét titkokra jön rá a területtel kapcsolatban. A forgatás januárban vette kezdetét és a két órás produkciót 2011. április 17-én fogja leadni az USA Network.

## Fordítás
- Ez a szócikk részben vagy egészben  a   Burn Notice című angol Wikipédia-szócikk fordításán alapul.  Az eredeti cikk szerkesztőit annak laptörténete sorolja fel. Ez a jelzés csupán a megfogalmazás eredetét és a szerzői jogokat jelzi, nem szolgál a cikkben szereplő információk forrásmegjelöléseként.